# John Abercrombie
John Abercrombie (Port Chester, 1944. december 16. – Cortland, 2017. augusztus 22.) amerikai dzsesszgitáros.

## Pályakép
John Abercrombie Port Chesterben született, a Connecticut állambeli Greenwichben nőtt fel. Tizennégyévesen kezdett gitározni. lenyűgözte Chuck Berry játéka, de aztán Barney Kessel bluesos játékán keresztül találta meg az utat a dzsessz felé.
1962-66 között a Berklee College of Music-on, Bostonban tanult. Példaképei Jim Hall, Barney Kessel, Tal Farlow és Jimi Hendrix voltak. Karrierje 1967-ben Johnny "Hammond" Smith gitárosaként indult. 1969-ben a Dreams együttesben játszott. Az 1970-es években Chico Hamiltonnal, Billy Cobhammel és Jeremy Steiggel turnézott. Billy Cobham együttesében kifejlesztett egy rá jellemző elektromos gitárstílust. Gato Barbieri szaxofonos és Enrico Rava trombitás több albumán is szerepelt, valamint Gil Evans albumán is (The Gil Evans Orchestra Plays the Music of Jimi Hendrix; 1974).
1974-ben megjelent első albuma (Timeless). 1975-ben Jack DeJohnette -tel és Dave Hollanddal triót hoztak létre. Kísérletezett gitárszintetizátorokkal és elektromos mandolinnal is, játszott egy free dzsessz zenekarban Paul Bley-jel. Az 1970-es évek végén tagja volt DeJohnette New Directions együttesének.
1980 körül kvartettben dolgozott Richie Beirach-al, George Mrazzal és Peter Donalddal, és trióban David Earle Johnsonnal és Dan Walllal vagy Jan Hammerrel, ugyancsak trióban Jan Garbarekkel és Naná Vasconcelosszal.
Az 1980-as évek végén és az 1990-es évek elején alkalmanként játszott Kenny Wheeler kvintettjében, Uli Beckerhoff és Rudy Linka együttesében, majd később Charles Lloyddal. Részt vett Charles Mingus Epitaph című nagy zenekari szvitjének felvételében is.
Saját triója Marc Johnsonnal és Peter Erskine-nel legendás volt. 2010-től Contact nevű kvintettben is játszott.
2017-ben hunyt el.

## Lemezválogatás
- 1974: Timeless: Jan Hammer & Jack DeJohnette
- 1975: Gateway: Jack DeJohnette & Dave Holland
- 1976: Sargasso Sea: Ralph Towner
- 1977: Characters solo
- 1978: Arcade: Richard Beirach: George Mraz, Peter Donald
- 1979: Straight Flight: George Mraz, Peter Donald
- 1979: Abercrombie Quartet  [live]: Richie Beirach, George Mraz, Peter Donald
- 1980: M: Richie Beirach
- 1982: Solar: John Scofield: George Mraz, Peter Donald
- 1984: Night: Jan Hammer: Jack DeJohnette és Michael Brecker
- 1985: Current Events: Marc Johnson: Peter Erskine
- 1987: Getting There: Marc Johnson: Peter Erskine, Michael Brecker
- 1988: Henri Texier Colonel Skopje, Joe Lovano, Steve Swallow, Aldo Romano
- 1989: John Abercrombie / Marc Johnson / Peter Erskine (live)
- 1989: Animato: Vince Mendoza és Jon Christensen
- 1989: Upon a Time – An Album of Duets: George Marsh & Mel Graves
- 1989: Natural Living (Musidisc): Andy LaVerne
- 1992: While We’re Young: Dan Wall, Adam Nussbaum
- 1992: Nosmo King, Andy LaVerne
- 1993: Speak of the Devil
- 1994: Gateway: Homecoming
- 1994: Gateway: In the Moment
- 1995: Baseline Why Really (Challenge): Hein van de Geyn, Joe LaBarbera és Dee Dee Bridgewater
- 1996: Tactics (Dan Wall: Adam Nussbaum)
- 2000: The Hudson Project (Stretch): Bob Mintzer: Peter Erskine és John Patitucci
- 2000: Speak Easy (Jarek Smietana: Harvie Swartz és Adam Czerwiński)
- 2003: Class Trip
- 2003: Larry Coryell: Badi Assad: John Abercrombie Three Guitars (Chesky)
- 2006: Hein Van de Geyn's Baseline Feat. John Abercrombie The Guitar Album (Challenge): Ed Verhoeff, Hans van Oosterhout
- 2007: The Third Quartet
- 2008: Tales: Robert Balzar Trio
- 2010: The Hour of Separation: Joseph Tawadros
- 2011: Speak to Me: Marc Copland
- 2012: Within A Song: Joe Lovano, Drew Gress, Joey Baron
- 2013: 39 Steps
- 2013: The Angle Below: Peter Brendler
- 2015: The First Quartet: John Abercrombie Quartet
- 2017: Up and Coming: Marc Copland, Drew Gress és Joey Baron

## Filmek
2018: Open Land – Meeting John Abercrombie, (dokumentumfilm)

## Díjak
- 2017: „Up and Coming”: Favorite Jazz Albums